# Sphagneticola trilobata
Sphagneticola trilobata (лат.) — многолетние травянистое растение рода Сфагнетикола (Sphagneticola) семейства Астровые (Asteraceae) .
Народные названия — жёлтая ползучая маргаритка или сингапурская маргаритка. Исходный ареал вида — Центральная и Южная Америка, страны Карибского бассейна. Входит в список самых опасных инвазивных видов, обладает большими адаптационными способностями и может расти как в тени и на солнце и очень засухоустойчива. В настоящее время нередко встречается в тропических областях и Старого Света. Завезенная в качестве декоративного растения она натурализовалась в новых условиях и уже встречается в Таиланде, Бирме, Вьетнаме и в диком виде. Широко культивируется как декоративное почвопокровное растение.

## Ботаническое описание
Раскидистое, образующее плотный коврик многолетнее травянистое растение до 30 см высотой. Имеет округлые тонкие стебли длиной до 40–200 см, укореняющиеся в узлах и с восходящими цветоносными стеблями.
Листья супротивные, мясистые, гладкие или опушённые, 4–9 см длиной и 2–5 см шириной, яйцевидной формы, обычно имеют пару боковых треугольных листовых долей, тёмно-зелёные сверху и светло-зелёные снизу, край пильчатый или неравномерно зубчатый. Обёртки от колокольчатых до полушаровидных, высотой около 1 см; пленчатые прицветники ланцетные, жёсткие.
Язычковые цветки по 8–13 штук собраны в ярко-жёлтые корзинки, расположенных по одной на цветоносах 3–10 см длиной. Лучи длиной 6-15 мм; диск-венчики 4–5 мм длиной. Хохолок представляет собой венец из коротких бахромчатых чешуек. Семена бугорчатые семянки, 4-5 мм длиной. Размножение в основном вегетативное, так как семена обычно бесплодны.

## Инвазивность
Sphagneticola trilobata занесена в «Список 100 наихудших инвазивных видов мира» МСОП. Она распространяется людьми как декоративное или почвопокровное растение, которое высаживают в садах, а затем распространяется на прилегающие территории путем сброса садовых отходов. Распространяется вегетативно, а не семенами. Она быстро образует плотный напочвенный покров, вытесняя и препятствуя регенерации других видов растений. Этот вид широко доступен в качестве декоративного и поэтому, вероятно, получит дальнейшее распространение. Вредоносный сорняк на сельскохозяйственных угодьях, по обочинам городских свалок и других нарушенных участках. Он также инвазивен вдоль ручьев, каналов, вдоль границ мангровых болот и в прибрежной растительности. Он широко распространен как инвазивный вид на островах Тихого океана, Гонконге, Южной Африке, Австралии, Индонезии и Шри-Ланке.

## Синонимы
Согласно данным GBIF на декабрь 2022 года, в синонимику вида входят следующие названия:
- Acmella brasiliensis Spreng.
- Acmella spilanthoides Cass.
- Buphthalmum heterophyllum Willd.
- Buphthalmum heterophyllum Willd. ex DC.
- Buphthalmum procumbens Desf.
- Buphthalmum procumbens Desf. ex Steud.
- Buphthalmum repens Lam.
- Buphthalmum strigosum Spreng.
- Complaya trilobata (L.) Strother
- Polymnia carnosa (Rich.) Poir.
- Polymnia carnosa var. carnosa
- Polymnia carnosa var. glabella (Rich.) Poir.
- Polymnia carnosa var. triloba (Rich.) Poir.
- Polymnia crenata Poir.
- Seruneum paludosum (DC.) Kuntze
- Seruneum trilobatum (L.) Kuntze
- Silphium trilobatum L.
- Sphagneticola ulei O.Hoffm.
- Stemmodontia carnosa (Rich.) O.F.Cook & G.N.Collins
- Stemmodontia trilobata (L.) Small
- Thelechitonia trilobata (L.) H.Rob. & Cuatrec.
- Verbesina carnosa (Rich.) M.Gómez
- Verbesina carnosa subsp. triloba (Rich.) M.Gómez
- Verbesina carnosa var. carnosa
- Verbesina carnosa var. triloba (Rich. ex Pers.) M.Gómez
- Verbesina tridentata Spreng.
- Wedelia brasiliensis (Spreng.) S.F.Blake
- Wedelia brasiliensis var. brasiliensis
- Wedelia carnosa Pers.
- Wedelia carnosa Rich.
- Wedelia carnosa subsp. aspera Rich.
- Wedelia carnosa subsp. glabella Rich.
- Wedelia carnosa subsp. triloba Rich.
- Wedelia carnosa subsp. unranked Rich., 1807
- Wedelia carnosa var. carnosa
- Wedelia carnosa var. triloba Rich. ex DC.
- Wedelia crenata Rich.
- Wedelia paludicola Poepp.
- Wedelia paludosa DC.
- Wedelia paludosa var. latifolia DC.
- Wedelia paludosa var. paludosa
- Wedelia paludosa var. vialis DC.
- Wedelia pedunculata Mart.
- Wedelia pedunculata Mart. ex Colla
- Wedelia tannensis Endl.
- Wedelia triloba (Rich. ex DC.) Bello
- Wedelia trilobata (L.) Hitchc.
- Wedelia trilobata subsp. pilosissima S.F.Blake
- Wedelia trilobata var. hirtella O.E.Schulz
- Wedelia trilobata var. pilosissima S.F.Blake
- Wollastonia trilobata (L.) Fosberg